# Catena del Karabakh
La Catena del Karabakh (anche Catena dell'Artsakh) è una catena montuosa appartenente alla catena del Caucaso Minore.
Si tratta di un arco montuoso che si estende, da nord verso sud, dal fiume Tartar fino al fiume Aras.
La catena si sviluppa nella regione del Nagorno Karabakh (da cui prende il nome) e attraversa la parte occidentale dell'Azerbaigian.
Il rilievo più elevato è il monte Gran Kirs (in armeno Metz Kirs) che raggiunge i 2725 m e sorge al confine tra le ex regioni karabakhe di Shushi e di Martuni, rispettivamente i distretti di Şuşa e Xocavənd attuali. Questa montagna era raffigurata sullo stemma dell'Artsakh.